# Південноміньська Вікіпедія
Південноміньська Вікіпедія (пд.мн Bân-lâm-gú) — розділ Вікіпедії південноміньською мовою. 
Південноміньська Вікіпедія станом на 29 березня 2025 року містить 433 633 статті, 66 857 зареєстрованих користувачів, 82 активних дописувачів, 3 адміністраторів
. Загальна кількість сторінок в південноміньській Вікіпедії — 1 072 493, редагувань — 3 230 006, завантажених файлів — 292
. Глибина (рівень розвитку мовного розділу) південноміньської Вікіпедії дуже мала і становить лише 6.5 пунктів
. 

## Етапи розвитку
- Перша стаття була написана у квітні 2003 року.
- 24 серпня 2012 року число статей перевищило 10 000.
- 10 жовтня 2015 року число статей перевищило 50 000.
- 20 грудня 2015 число статей перевищило 100 000.
- 22 вересня 2016 число статей перевищило 200 000.

## ISO код
На момент створення не було ISO 639 коду для Південномінської Вікіпедії, тому засновники вирішили використовувати "zh-min-nan", який був зареєстрований як IETF тег мови. Тепер існує ISO код для Південномінської Вікіпедії (nan) та домену http://nan.wikipedia.org redirects to http://zh-min-nan.wikipedia.org/. 
Південноміньська Вікіпедія є єдиною Вікіпедією, яка має два дефіси в коді, хоча раніше "be-x-old" використовувався для Білоруської Вікіпедії у класичній орфографії.
У серпні 2015 року Вікіпедисти Південномінської Вікіпедії досягли нового консенсусу щодо офіційного використання "nan" як мовного коду; однак консенсус досі не вирішений.